# Centropogon fuscus
Centropogon fuscus är en klockväxtart som först beskrevs av George Don jr, och fick sitt nu gällande namn av Franz Elfried Wimmer. Centropogon fuscus ingår i släktet Centropogon och familjen klockväxter. Inga underarter finns listade i Catalogue of Life.